# Maxdorf (Salzwedel)
Maxdorf gehört zu Ortschaft Mahlsdorf und ist ein Ortsteil von Salzwedel im Altmarkkreis Salzwedel in Sachsen-Anhalt.

## Geographie
Maxdorf, ein Rundplatzdorf mit Kirche, liegt acht Kilometer südöstlich von Salzwedel in der Altmark. Die Gräben im Westen und Süden des Dorfes fließen zur Purnitz nach Westen.
Nachbarorte sind Mahlsdorf, Quadendambeck, Saalfeld, Altensalzwedel und Amt Dambeck.

## Geschichte

### Mittelalter bis Neuzeit
Im Jahre 1283 wurde das Dorf urkundlich erstmals als ville Makestorp erwähnt. Bis 1283 gehörte Maxdorf den Brüdern Boldewinus und Paridam von dem Knesebeck, die den Ort mit zugehörigem Wald an das Benediktiner-Nonnenkloster in Dambeck verkauften.
Zu dieser Zeit erhielt das Dorf seine Form als Rundling. Darauf deuten zahlreiche Funde einer Grabung aus den 1990er Jahren. Der Heimatforscher Peter Fischer vermutet, dass deutsche und slawische Siedler friedlich nebeneinander siedelten, da es in der Feldmark deutsche und slawische Flurnamen gibt.
Im Jahre 1375 wird Maxdorf – mit neun Bauernstellen und zehn Hufen Landes – im Landbuch Kaiser Karl IV. erwähnt. Auch eine Urkunde von 1458 bestätigt dem Benediktinernonnenkloster Dambeck den Vollbesitz an dem Dorf. Nach der Säkularisation des Klosters im Jahre 1541 bis Anfang des 19. Jahrhunderts blieb Maxdorf dem späteren Amt Dambeck untertänig und abgabenpflichtig.

Das Dambecker Amtserbregister stammt aus dem Jahre 1573 und legte genau fest, welche Abgaben und Frondienste die Maxdorfer Bauern zu leisten hatten. 

„Das gesamte Dorf Maxdorf mit der oberen und unteren Gerichtsbarkeit, den Zinsen, Pächten und Diensten und allen anderen Gerechtigkeiten gehört dem Churfürsten von Brandenburg. Die Kirche von Maxdorf ist eine Filiale von Altensalzwedel. Ihr gehört eine kleine Wiese (in dem Gomnitz genannt) die die Bauern gegen einen halben Gulden nutzen.“

### Herkunft des Ortsnamens
Jürgen Udolph führt den Ortsnamen auf den deutschen Personennamen „Mak-“ oder „Makes-“ zurück.

### Archäologie
In der Gemarkung Maxdorf wurden einige Feuersteingeräte und ein Spinnwirtel aus der Jungsteinzeit gefunden. Auch eine Amazonenaxt aus Felsgestein (datiert 3400–3200 v. Chr.) wurde in Maxdorf gefunden. Somit gilt als sicher, dass sich früh Menschen in der Gegend angesiedelt haben. Spätkaiserzeitliche Bronzefibeln aus Maxdorf belegen die Besiedlung zur Zeit der Römischen Kaiser.

### Versuchsstation zur Kohlendioxid-Verpressung
Im Rahmen eines Forschungsprojektes, koordiniert vom Helmholtz-Zentrum Potsdam – Deutsches GeoForschungsZentrum, sollte in einer Versuchsstation in der Nähe von Maxdorf untersucht werden, wie sich mit bisherigen Methoden nicht gewinnbares Erdgas fördern lässt. Als eine Möglichkeit wurde das Injizieren von Kohlendioxid (CO2) in die Lagerstätte angesehen. Das Gas sollte in einer Pilotanlage am Kraftwerk Schwarze Pumpe abgeschieden und per Lkw in die Altmark gebracht werden. In die betriebsfähige Anlage waren mehrere Millionen Euro investiert worden. Allerdings stieß das Vorhaben auch in der Region auf Widerstand. Die Kreistage in Salzwedel und Stendal verabschiedeten Resolutionen dagegen. Die seit 2008 aufgebaute Anlage wurde bis Mitte 2016 abgebaut.

### Eingemeindungen
Ursprünglich gehörte das Dorf zum Arendseeischen Kreis der Mark Brandenburg in der Altmark. Zwischen 1807 und 1813 lag es im Kanton Groß Apenburg auf dem Territorium des napoleonischen Königreichs Westphalen. Ab 1816 gehörte die Gemeinde zum Kreis Salzwedel, dem späteren Landkreis Salzwedel.
Am 20. Juli 1950 wurde Maxdorf nach Mahlsdorf eingemeindet. Mit der Eingemeindung von Mahlsdorf nach Salzwedel am 1. Januar 2003 kam der Ortsteil Maxdorf zur Hansestadt Salzwedel und gleichzeitig zur neu errichteten Ortschaft Mahlsdorf.

### Einwohnerentwicklung

#### Gemeinde
| Jahr | Einwohner |
| ---- | --------- |
| 1734 | 082       |
| 1774 | 075       |
| 1789 | 078       |
| 1798 | 070       |
| 1801 | 077       |
| 1818 | 063       |
| 1840 | 092       |
| 1864 | 114       |
| 1871 | 109       |

| Jahr | Einwohner |
| ---- | --------- |
| 1885 | 099       |
| 1892 | [00]092   |
| 1895 | 097       |
| 1905 | 091       |
| 1910 | [00]095   |
| 1925 | 117       |
| 1939 | 094       |
| 1946 | 173       |

Quelle, wenn nicht angegeben, bis 1946:

#### Ortsteil
| Jahr | Einwohner |
| ---- | --------- |
| 2005 | [00]53    |
| 2010 | [00]49    |
| 2014 | [00]57    |
| 2015 | [00]55    |
| 2020 | [00]56    |
| 2021 | [00]55    |
| 2022 | [00]52    |
| 2023 | [0]52     |

## Religion
Die evangelische Kirchengemeinde Maxdorf, die früher zur Pfarrei Altensalzwedel gehörte, wird heute betreut vom Pfarrbereich Apenburg im Kirchenkreis Salzwedel im Bischofssprengel Magdeburg der Evangelischen Kirche in Mitteldeutschland.

## Kultur und Sehenswürdigkeiten

### Kirche
Das Dorf erhielt im 15. Jahrhundert eine kapellenartige kleine Dorfkirche aus Feldsteinen, die den östlichen Rand des Rundlings abschließt. Der Bau der Saalkirche dauerte wohl etwa fünf Jahre und war um 1496 ohne größere Verzögerungen vollendet, denn nachweislich wurde im Jahre 1496 der Dachstuhl aus Eichenholz vollendet. Die dafür verbauten Eichenstämme wurden nach  dendrochronologischen Untersuchungen im Winter 1495 gefällt und im Frühjahr/Sommer des folgenden Jahres im Dachstuhl verbaut. Die ursprünglich kleinen Stichbogenfenster, von denen noch heute zwei erhalten sind, wurden um 1788 vergrößert. Das Türblatt mit geschmiedeten, stark verzierten Eisenblättern am Eingangsportal hat die 500 Jahre Kirchengeschichte gut überstanden, denn auch das Holzkastenschloss mit originalem, handgeschmiedeten Knebel ist noch aus der Zeit um 1500 erhalten und voll funktionsfähig. Sehenswert ist die Maxdorfer Taufschüssel aus getriebenem Messing mit Verkündigungsgruppe und Inschrift aus dem Jahre 1601.

### Verlagerte Baudenkmale
Zu den nur neun Hofstellen des Dorfes im 19. und 20. Jahrhundert gehörte das 1786 errichtete Hallenhaus (Hof 3), das ab 1988 in das Freilichtmuseum Diesdorf umgesetzt wurde.